# São Lourenço (Portalegre)
A Freguesia de São Lourenço é uma extinta freguesia portuguesa do Município de Portalegre que tinha 12,29 km² de área e 4.987 habitantes (2011), e, por isso, uma densidade populacional de 405,8 hab/km².

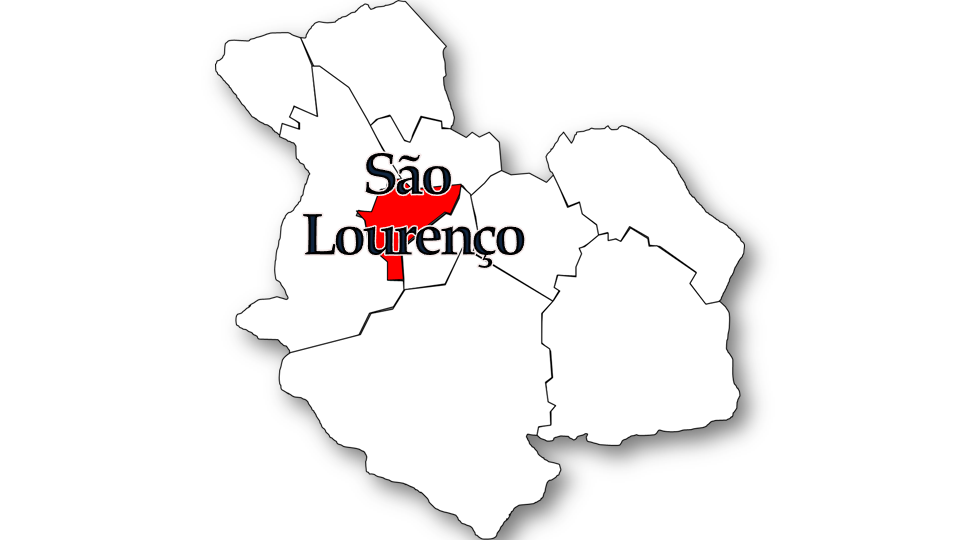
Localização no Município de Portalegre

A Freguesia de São Lourenço foi extinta (agregada) pela última Reorganização administrativa do território das freguesias, de acordo com a Lei nº 11-A/2013 de 28 de Janeiro, tendo o seu território sido agregado ao da Freguesia da Sé para constituir a União de freguesias da Sé e São Lourenço com sede na Sé.

## População
| População da freguesia de São Lourenço | População da freguesia de São Lourenço | População da freguesia de São Lourenço | População da freguesia de São Lourenço | População da freguesia de São Lourenço | População da freguesia de São Lourenço | População da freguesia de São Lourenço | População da freguesia de São Lourenço | População da freguesia de São Lourenço | População da freguesia de São Lourenço | População da freguesia de São Lourenço | População da freguesia de São Lourenço | População da freguesia de São Lourenço | População da freguesia de São Lourenço | População da freguesia de São Lourenço |
| -------------------------------------- | -------------------------------------- | -------------------------------------- | -------------------------------------- | -------------------------------------- | -------------------------------------- | -------------------------------------- | -------------------------------------- | -------------------------------------- | -------------------------------------- | -------------------------------------- | -------------------------------------- | -------------------------------------- | -------------------------------------- | -------------------------------------- |
| 1864                                   | 1878                                   | 1890                                   | 1900                                   | 1911                                   | 1920                                   | 1930                                   | 1940                                   | 1950                                   | 1960                                   | 1970                                   | 1981                                   | 1991                                   | 2001                                   | 2011                                   |
| 3 424                                  | 3 648                                  | 4 791                                  | 5 518                                  | 6 322                                  | 4 530                                  | 5 040                                  | 5 481                                  | 6 180                                  | 6 978                                  | 6 206                                  | 6 701                                  | 5 801                                  | 5 781                                  | 4 987                                  |

Nos censos de 1890 a 1911 tinha anexada a freguesia de Fortios (decreto de  27/07/1879), que foi mais tarde desanexada pela Lei nº 604, de 15/06/1916.

## Património
- Igreja do Bonfim39° 18′ 16,48″ N, 7° 26′ 02,5″ O
- Convento de São Bernardo, também conhecido como Convento de Nossa Senhora da Conceição, actualmente o Centro de Instrução de Praças da GNR de Portalegre, onde se destacam os claustros anexos à igreja e o túmulo de D. Jorge de Melo, o maior jazigo fúnebre em Portugal39° 17′ 47,44″ N, 7° 25′ 36,33″ O
- Cruzeiro de São Bernardo ou Cruzeiro de Portalegre
- Convento jesuíta de São Sebastião (Fábrica Real de Lanificios a partir do século XVIII, sede da câmara municipal desde 2005)39° 17′ 41,26″ N, 7° 25′ 43,13″ O
- Convento de Santo António39° 18′ 06,51″ N, 7° 25′ 31,64″ O
- Capela de Nossa Senhora da Penha39° 17′ 51,22″ N, 7° 26′ 31,64″ O
- Prédio na Rua 5 de Outubro
- Prédio no gaveto da Rua 5 de Outubro
- Construções setecentistas e chafariz do Largo 28 de Janeiro
- Quinta das Flores